# 7.ª etapa da Volta a França de 2018
A 7ª etapa da Volta a França de 2018 teve lugar a 13 de julho de 2018 entre Fougères e Chartres sobre um percurso de 231 km.

## Classificação da etapa
| \| Classificação por etapas \| Classificação por etapas \| Classificação por etapas \| Classificação por etapas \| Classificação por etapas \| \| Ciclista \| Ciclista \| Equipe \| Tempo \| \| \| ------------------------ \| ------------------------ \| -------------------------- \| ------------------------ \| ------------------------ \| \| 1. \| Dylan Groenewegen \| LottoNL-Jumbo \| 5h43m42s \| \| \| 2. \| Fernando Gaviria \| Quick-Step Floors \| + 0s \| \| \| 3. \| Peter Sagan \| Bora-Hansgrohe \| + 0s \| \| \| 4. \| Arnaud Démare \| Groupama-FDJ \| + 0s \| \| \| 5. \| Christophe Laporte \| Cofidis, Solutions Crédits \| + 0s \| \| \| 6. \| John Degenkolb \| Trek-Segafredo \| + 0s \| \| \| 7. \| Daryl Impey \| Mitchelton-Scott \| + 0s \| \| \| 8. \| André Greipel \| Lotto-Soudal \| + 0s \| \| \| 9. \| Andrea Pasqualon \| Wanty-Groupe Gobert \| + 0s \| \| \| 10. \| Mark Cavendish \| Dimension Data \| + 0s \| \| |                    |                            |          |
| |                    |                            |          |
| Fonte: ProCyclingStats |                    |                            |          |
| Classificação por etapas |                    |                            |          |
| Ciclista | Ciclista           | Equipe                     | Tempo    |
| 1. | Dylan Groenewegen  | LottoNL-Jumbo              | 5h43m42s |
| 2. | Fernando Gaviria   | Quick-Step Floors          | + 0s     |
| 3. | Peter Sagan        | Bora-Hansgrohe             | + 0s     |
| 4. | Arnaud Démare      | Groupama-FDJ               | + 0s     |
| 5. | Christophe Laporte | Cofidis, Solutions Crédits | + 0s     |
| 6. | John Degenkolb     | Trek-Segafredo             | + 0s     |
| 7. | Daryl Impey        | Mitchelton-Scott           | + 0s     |
| 8. | André Greipel      | Lotto-Soudal               | + 0s     |
| 9. | Andrea Pasqualon   | Wanty-Groupe Gobert        | + 0s     |
| 10. | Mark Cavendish     | Dimension Data             | + 0s     |

## Classificações ao final da etapa

### Classificação geral
| \| Classificação geral \| Classificação geral \| Classificação geral \| Classificação geral \| Classificação geral \| \| Ciclista \| Ciclista \| Equipe \| Tempo \| \| \| ------------------- \| ------------------- \| ------------------------- \| ------------------- \| ------------------- \| \| 1. \| Greg Van Avermaet \| BMC Racing Team \| 28h19m25s \| \| \| 2. \| Geraint Thomas \| Team Sky \| + 6s \| \| \| 3. \| Tejay van Garderen \| BMC Racing Team \| + 8s \| \| \| 4. \| Julian Alaphilippe \| Quick-Step Floors \| + 9s \| \| \| 5. \| Philippe Gilbert \| Quick-Step Floors \| + 15s \| \| \| 6. \| Bob Jungels \| Quick-Step Floors \| + 21s \| \| \| 7. \| Rigoberto Urán \| EF Education First-Drapac \| + 48s \| \| \| 8. \| Alejandro Valverde \| Movistar Team \| + 54s \| \| \| 9. \| Rafał Majka \| Bora-Hansgrohe \| + 55s \| \| \| 10. \| Jakob Fuglsang \| Astana \| + 56s \| \| |                    |                           |           |
| |                    |                           |           |
| Fonte: ProCyclingStats |                    |                           |           |
| Classificação geral |                    |                           |           |
| Ciclista | Ciclista           | Equipe                    | Tempo     |
| 1. | Greg Van Avermaet  | BMC Racing Team           | 28h19m25s |
| 2. | Geraint Thomas     | Team Sky                  | + 6s      |
| 3. | Tejay van Garderen | BMC Racing Team           | + 8s      |
| 4. | Julian Alaphilippe | Quick-Step Floors         | + 9s      |
| 5. | Philippe Gilbert   | Quick-Step Floors         | + 15s     |
| 6. | Bob Jungels        | Quick-Step Floors         | + 21s     |
| 7. | Rigoberto Urán     | EF Education First-Drapac | + 48s     |
| 8. | Alejandro Valverde | Movistar Team             | + 54s     |
| 9. | Rafał Majka        | Bora-Hansgrohe            | + 55s     |
| 10. | Jakob Fuglsang     | Astana                    | + 56s     |

### Classificação por pontos
| Classificação por pontos | Classificação por pontos | Classificação por pontos | Classificação por pontos | Classificação por pontos |
| Ciclista                 | Ciclista                 | Equipe                   | Pontos                   |                          |
| ------------------------ | ------------------------ | ------------------------ | ------------------------ | ------------------------ |
| 1.                       | Peter Sagan              | Bora-Hansgrohe           | 234 pts                  |                          |
| 2.                       | Fernando Gaviria         | Quick-Step Floors        | 203 pts                  |                          |
| 3.                       | Alexander Kristoff       | UAE Team Emirates        | 105 pts                  |                          |
| 4.                       | André Greipel            | Lotto-Soudal             | 85 pts                   |                          |
| 5.                       | Dylan Groenewegen        | LottoNL-Jumbo            | 82 pts                   |                          |
| 6.                       | Arnaud Démare            | Groupama-FDJ             | 75 pts                   |                          |
| 7.                       | Sonny Colbrelli          | Bahrain-Merida           | 60 pts                   |                          |
| 8.                       | Andrea Pasqualon         | Wanty-Groupe Gobert      | 56 pts                   |                          |
| 9.                       | Alejandro Valverde       | Movistar Team            | 53 pts                   |                          |
| 10.                      | Marcel Kittel            | Katusha-Alpecin          | 52 pts                   |                          |

### Classificação da montanha
| Classificação da montanha | Classificação da montanha | Classificação da montanha  | Classificação da montanha | Classificação da montanha |
| Ciclista                  | Ciclista                  | Equipe                     | Pontos                    |                           |
| ------------------------- | ------------------------- | -------------------------- | ------------------------- | ------------------------- |
| 1.                        | Toms Skujiņš              | Trek-Segafredo             | 6 pts                     |                           |
| 2.                        | Sylvain Chavanel          | Direct Énergie             | 4 pts                     |                           |
| 3.                        | Dion Smith                | Wanty-Groupe Gobert        | 4 pts                     |                           |
| 4.                        | Lilian Calmejane          | Direct Énergie             | 3 pts                     |                           |
| 5.                        | Daniel Martin             | UAE Team Emirates          | 2 pts                     |                           |
| 6.                        | Kévin Ledanois            | Fortuneo-Samsic            | 1 pt                      |                           |
| 7.                        | Anthony Perez             | Cofidis, Solutions Crédits | 1 pt                      |                           |
| 8.                        | Yoann Offredo             | Wanty-Groupe Gobert        | 1 pt                      |                           |
| 9.                        | Pierre Latour             | AG2R La Mondiale           | 1 pt                      |                           |
| 10.                       | Jack Bauer                | Mitchelton-Scott           | 1 pt                      |                           |

### Classificação dos jovens
| Classificação dos jovens | Classificação dos jovens | Classificação dos jovens  | Classificação dos jovens | Classificação dos jovens |
| Ciclista                 | Ciclista                 | Equipe                    | Tempo                    |                          |
| ------------------------ | ------------------------ | ------------------------- | ------------------------ | ------------------------ |
| 1.                       | Søren Kragh Andersen     | Team Sunweb               | 28h20m31s                |                          |
| 2.                       | Egan Bernal              | Team Sky                  | + 27s                    |                          |
| 3.                       | Pierre Latour            | AG2R La Mondiale          | + 2m17s                  |                          |
| 4.                       | Magnus Cort              | Astana                    | + 3m00s                  |                          |
| 5.                       | Guillaume Martin         | Wanty-Groupe Gobert       | + 4m06s                  |                          |
| 6.                       | Thomas Boudat            | Direct Énergie            | + 5m32s                  |                          |
| 7.                       | David Gaudu              | Groupama-FDJ              | + 6m26s                  |                          |
| 8.                       | Daniel Felipe Martínez   | EF Education First-Drapac | + 9m22s                  |                          |
| 9.                       | Stefan Küng              | BMC Racing Team           | + 9m51s                  |                          |
| 10.                      | Michael Gogl             | Trek-Segafredo            | + 10m04s                 |                          |

### Classificação por equipas
| Classificação por equipes | Classificação por equipes | Classificação por equipes | Classificação por equipes |
| Equipe                    | Equipe                    | Tempo                     |                           |
| ------------------------- | ------------------------- | ------------------------- | ------------------------- |
| 1.                        | Quick-Step Floors         | 85h38m02s                 |                           |
| 2.                        | BMC Racing Team           | + 8s                      |                           |
| 3.                        | Sky                       | + 1m50s                   |                           |
| 4.                        | Bahrain-Merida            | + 3m56s                   |                           |
| 5.                        | Movistar Team             | + 4m01s                   |                           |
| 6.                        | Mitchelton-Scott          | + 5m04s                   |                           |
| 7.                        | Team Sunweb               | + 5m10s                   |                           |
| 8.                        | AG2R La Mondiale          | + 5m13s                   |                           |
| 9.                        | Astana                    | + 5m36s                   |                           |
| 10.                       | Bora-Hansgrohe            | + 6m33s                   |                           |